# Ovládnutí ohně prvními lidmi
Ovládnutí ohně bylo zlomovým bodem v technologickém vývoji lidstva. Oheň poskytl zdroj tepla, ochranu před dravci, způsob, jak vytvořit pokročilejší lovecké nástroje a nový způsob úpravy jídla. Tento kulturní pokrok umožnil geografické rozšíření lidského druhu, změny v chování a patrně i cítění a myšlení. Vytváření ohně umožnilo prodloužit dobu řady činností do temných a chladnějších částí večera. Uhrančivost ohně také stála asi na počátku prvních rituálů, a tedy duchovního života člověka. 
Nejčasnější odhady kontroly nad ohněm u rodu Homo se pohybují od 1,7 do 2 milionů let před současností. Mikroskopické stopy dřevěného popela jsou v sídlištích Homo erectus prokázány před přibližně jedním milionem let. Známky vaření mohou být až 780 000 let staré. Vypalované čepele byly nalezeny poblíž fosílií raných, ne zcela moderních Homo sapiens v Maroku, jejich stáří se odhaduje na 300 000 let. Oheň začal být pravidelně a systematicky používán lidmi anatomicky moderními za účelem výroby nástrojů přibližně před 164 000 lety v jižní Africe.
Předpokládá se, že ovládnutí ohně byl postupný proces, který počínal pokusy oheň získat při lesních požárech nebo požárech savany. Podle některých badatelů byli hominidé k požárům intuitivně přitahování – tzv. teorie pyrofilního primáta. (S tím souvisí i některé studie prokazující, že šimpanzi na oheň reagují mnohem klidněji než jiné zvířecí druhy a zároveň chováním, které připomíná rituál). Další fází patrně bylo poznání možných účinků ohně na potravu (spálení těl zvířat), při prohledávání spálené krajiny - toto prohledávání je prokázáno i u západních šimpanzů (Pan troglodytes verus) a kočkodanů obecných (Cercopithecus aethiops). Dále se předpokládá pokus získaným ohněm zapalovat (ať už z důvodů experimentálních nebo k zisku potravy), dále oheň uchovat - udržovat ohniště, a konečně oheň vytvářet za pomoci třecích zařízení (vrtání tvrdého dřeva do měkkého).
Zisk ohně je rovněž velkým tématem antropologie a psychologie, „vaření“ jakožto klíčovému rituálu (převod z přírodního do kulturního) se ve svých pracích hojně věnoval zejména Claude Lévi-Strauss, pozoruhodný esej "zisku ohně" věnoval i Sigmund Freud.

## Freud o zisku ohně
Freud v eseji O získání ohně tvrdí, že schopnost oheň získat a udržet byla podmíněna v pravěku psychologickým vývojem spočívajícím ve schopnosti zříci se „slasti uhasit oheň paprskem moči“. V tomto smyslu vykládá i známý starořecký mýtus o Prométheovi, přičemž si všímá podivného detailu, že Prométheus měl bohům ukrást oheň tak, že ho odnesl v duté holi, kterou Freud vykládá jako symbol penisu. Oloupení a podvedení bohové jsou pak symbolem nevědomí (Ono), což byl podle Freuda původní význam bohů v mýtech před tím, než se mohli stát reprezentanty Nadjá (tedy vyšších ideálů, svědomí, řádu apod.). Freud svůj výklad opírá i o některá opatření primitivních národů - například zákaz močit na popel a dětské myšlení, které močení spojuje s plozením (podobně jako řada starých mýtů). Podle Freuda se tak v mnoha mýtech, kde se sváří princip vody a ohně ve skutečnosti sváří sexuální a nesexuální funkce penisu (močení).